# Torkelssjön
Torkelssjön är en sjö i Svenljunga kommun i Västergötland och ingår i Ätrans huvudavrinningsområde. Sjön har en area på 0,114 kvadratkilometer och ligger 160,8 meter över havet.

## Delavrinningsområde
Torkelssjön ingår i det delavrinningsområde (636217-132310) som SMHI kallar för Mynnar i Högvadsån. Medelhöjden är 181 meter över havet och ytan är 21,33 kvadratkilometer. Det finns inga avrinningsområden uppströms utan avrinningsområdet är högsta punkten. Mjöaån som avvattnar avrinningsområdet har biflödesordning 3, vilket innebär att vattnet flödar genom totalt 3 vattendrag innan det når havet efter 68 kilometer. Avrinningsområdet består mestadels av skog (77 %). Avrinningsområdet har 1,99 kvadratkilometer vattenytor vilket ger det en sjöprocent på 9,3 %. Bebyggelsen i området täcker en yta av 0,56 kvadratkilometer eller 3 % av avrinningsområdet.